# Viktor Proskurjakov
Viktor Vasiljevič Proskurjakov, sovjetski inženir * 9. april 1955, Svobodni, Sovjetska zveza, † 17. maj 1986, Moskva, Sovjetska zveza.
Kot inženir je delal v jedrski elektrarni Černobil.

## Biografija
Viktor Vasiljevič Proskurjakov se je rodil 9. aprila 1955 v mestu Svobodni v Amurski regiji v takratni Sovjetski zvezi. Diplomiral je na politehnični univerzi Tomsk.
Svojo kariero je začel v jedrski elektrarni Černobil, kjer se je zaposlil leta 1982. Služil je kot operater centralne sobe reaktorske delavnice, sčasoma pa je napredoval in bil januarja 1986 imenovan za inženirja za krmiljenje reaktorja.
26. aprila 1986 ponoči je Proskurjakov izpolnjeval svoje naloge in bil prisoten v nadzorni sobi reaktorja 4, ko je ta ob 1.23 eksplodiral. Sodeloval je pri pregledu opreme poškodovanega reaktorja 4, zagotavljanju ukrepov za lociranje izvora nesreče in preprečevanje njenega širjenja. Med poskusom ročnega spuščanja kontrolnih palic je bil izpostavljen smrtnemu odmerku sevanja, ko je pogledal neposredno v odprto jedro reaktorja in pri tem utrpel 100-odstotne opekline.
Proskurjakov je bil hospitaliziran v bolnišnici v Pripjatu, a je bil kmalu premeščen v bolnišnico v Moskvi, kjer se je zdravil skupaj s svojimi sodelavci. Tam je Viktor Proskurjakov 17. maja 1986 podlegel akutni sevalni bolezni in hudim sevalnim opeklinam in umrl v starosti 31 let. Pokopan je bil na mednarodnem pokopališču v Moskvi.

## Odlikovanja
Leta 2008 je bil Proskurjakov posmrtno odlikovan z redom za hrabrost III. stopnje. 